# フルッシーオ
フルッシーオ（イタリア語: Flussio）は、イタリア共和国サルデーニャ自治州オリスターノ県にある、人口約400人の基礎自治体（コムーネ）。

## 地理

### 位置・広がり

#### 隣接コムーネ
隣接するコムーネは以下の通り。
- マゴマーダス
- モードロ
- サーガマ
- スカーノ・ディ・モンティフェッロ
- センナリーオロ
- スーニ
- ティンヌーラ
- トレズヌラーゲス